# Wolf Alice
Wolf Alice es una banda de rock alternativo del norte de Londres (Inglaterra), compuesta inicialmente en 2010 por dos personas, aunque sus miembros desde 2012 son cuatro: Ellie Rowsell (vocalista, guitarra), Joff Oddie (guitarra, vocalista), Theo Ellis (bajo) y Joel Amey (batería, vocalista).
Lanzaron su primer sencillo oficial en febrero de 2013, al cual siguió el sencillo «Bros» en mayo de ese mismo año. En octubre de 2013 lanzaron Blush, su primer EP. Su segundo EP, Creature Songs, es de mayo de 2014. En febrero de 2015, el sencillo «Giant Peach» se convierte en el primero de su álbum debut, My Love Is Cool, el cual fue lanzado en Reino Unido y en los EE. UU. en junio de 2015.
El sencillo «Moaning Lisa Smile» del EP Creature Songs llegó al puesto núm. 9 del ranking Billboard Alternative Songs en agosto de 2015, y ha sido nominado para el Grammy por Mejor Actuación Rock a los Grammys de 2016.
El 29 de septiembre de 2017 lanzaron su segundo álbum de estudio, «Visions of a Life», el cual recibió el Mercury Prize 2018.
El 4 de junio de 2021 se publicó su tercer álbum de estudio, «Blue Weekend», con el que llegaron al número 1 de las listas británicas.

## Historia
Wolf Alice fue formada en 2010 por Ellie Rowsell y Joff Oddie como una banda acústica. El nombre de la banda viene de una historia corta de Angela Carter. Finalmente se decidieron a añadir elementos electrónicos a su música, ficharon al amigo de la infancia de Rowsell, Sadie Cleary, para tocar el bajo, y a George Barlett, un amigo de Oddie, como batería. Ellos mismos publicaron un EP titulado Wolf Alice ese mismo año, con tres canciones, "Every Cloud", "Wednesday" y "Destroy Me" – así como un videoclip de "Wednesday".
Cuando su batería se rompió la muñeca en 2012, Joel Amey se unió a la banda como sustituto temporal, aunque finalmente se convirtió en miembro permanente del grupo. Ese mismo año, Cleary abandonó la banda para centrarse en sus estudios. Theo Ellis fue reclutado como bajista a finales de 2012. Lanzaron la canción “Leaving You” en línea y gratis vía Soundcloud, llegando a emitirse en la BBC Radio 1 y a incluirse en la sección “Radar” de NME. Después de lanzar la canción hicieron un tour con Peace y grabaron una sesión para el show de Huw Stephens en Radio 1 en enero. Lanzaron su primer sencillo físico “Fluffy” en febrero de 2013 bajo la discográfica Chess Club. 
La banda lanzó su segundo sencillo “Bros” en mayo con la discográfica Chess Club. “Bros” es una de las primeras canciones que escribió Rowsell. La banda la tocó en sus inicios, lo que les hizo recibir apoyo de grupos como Dressed Like Wolves o Dead New Blood. En octubre de 2013, Wolf Alice lanzó su primer EP oficial titulado Blush, y un videoclip para el sencillo “Her”.
En diciembre de 2013, fueron elegidos como el artista más blogueado del año en el Reino Unido por la BBC Radio 6 Music. En 2014 firmaron con Dirty Hit Records, y lanzaron su segundo EP Creature Songs en mayo. En diciembre de 2014 la banda fue nombrada como “Mejor Artista Debutante” en los UK Festival Awards.
A finales de febrero de 2015, Wolf Alice anunció su álbum debut My Love Is Cool, y lanzaron su primer sencillo del álbum, “Giant Peach”. En abril de 2015 Wolf Alice lanzó una versión revisada del sencillo “Bros” como segundo sencillo de su álbum. El 10 de junio de 2015 Wolf Alice compartió el tema del álbum “You’re a Germ” vía Soundcloud. Wolf Alice lanzó “Freazy” como sencillo a finales de 2015.
En 2017 lanzaron una serie de sencillos, "Yuk Foo", "Don't Delete the Kisses", "Beautifully Unconventional", y "Heavenward", y "Space & Time", para finalmente el 29 de septiembre de 2018 lanzar su segundo álbum de estudio "Visions of a Life".

## Estilo musical
Mientras que el material original del grupo era un pop con tintes de folk, se acercaron más hacia el rock después de que se uniera la parte rítmica a la banda. Kitty Empire, escritora de The Observer, describió su música como “un cautivador esfuerzo de indie-rock descentrado”. La banda describe su música como “rocky pop”. The Daily Telegraph dijo del álbum debut de Wolf Alice que era “salvaje y sofisticado” en su reseña.

## Premios y nominaciones
- Mejor artista debutante  – UK Festival Awards 2014.[2]
- Mejor artista/banda nuevo/a - iTunes 2015[3]
- Nominado: 2015 Mercury Prize[4]
- Nominado: NME Awards 2016 - Mejor banda británica, Mejor banda en directo, Mejor álbum con apoyo de HMV ("My Love is Cool"), Mejor banda ("Giant Peach"), Mejor video musical ("You're a Germ"), Best Fan Community[5]
- Nominado: 2016 Grammy Awards – Mejor Actuación de Rock.
- Ganadores del Mercury Prize 2018 por Visions of a Life.[6]
- Ganadores del premio a mejor banda del año de los BRITs Awards en 2021[7]

## Miembros
Formación actual
- Ellie Rowsell  – Vocalista principal y guitarra, se unió en 2010.
- Joff Oddie  – Guitarra y vocalista, se unió en 2010.
- Theo Ellis  – Bajo, se unió en 2012.
- Joel Amey  – Batería y vocalista, se unió en 2012.

Músicos de gira
- Ryan Malcs –  Teclados y sintetizadores, comenzó a aparecer con la banda en 2021[8]

Miembros anteriores
- Sadie Cleary – Bajo, dejó el grupo en 2012 para centrarse en sus estudios.
- George Barlett – Batería, dejó el grupo en 2012 cuando se rompió la muñeca.

## Discografía

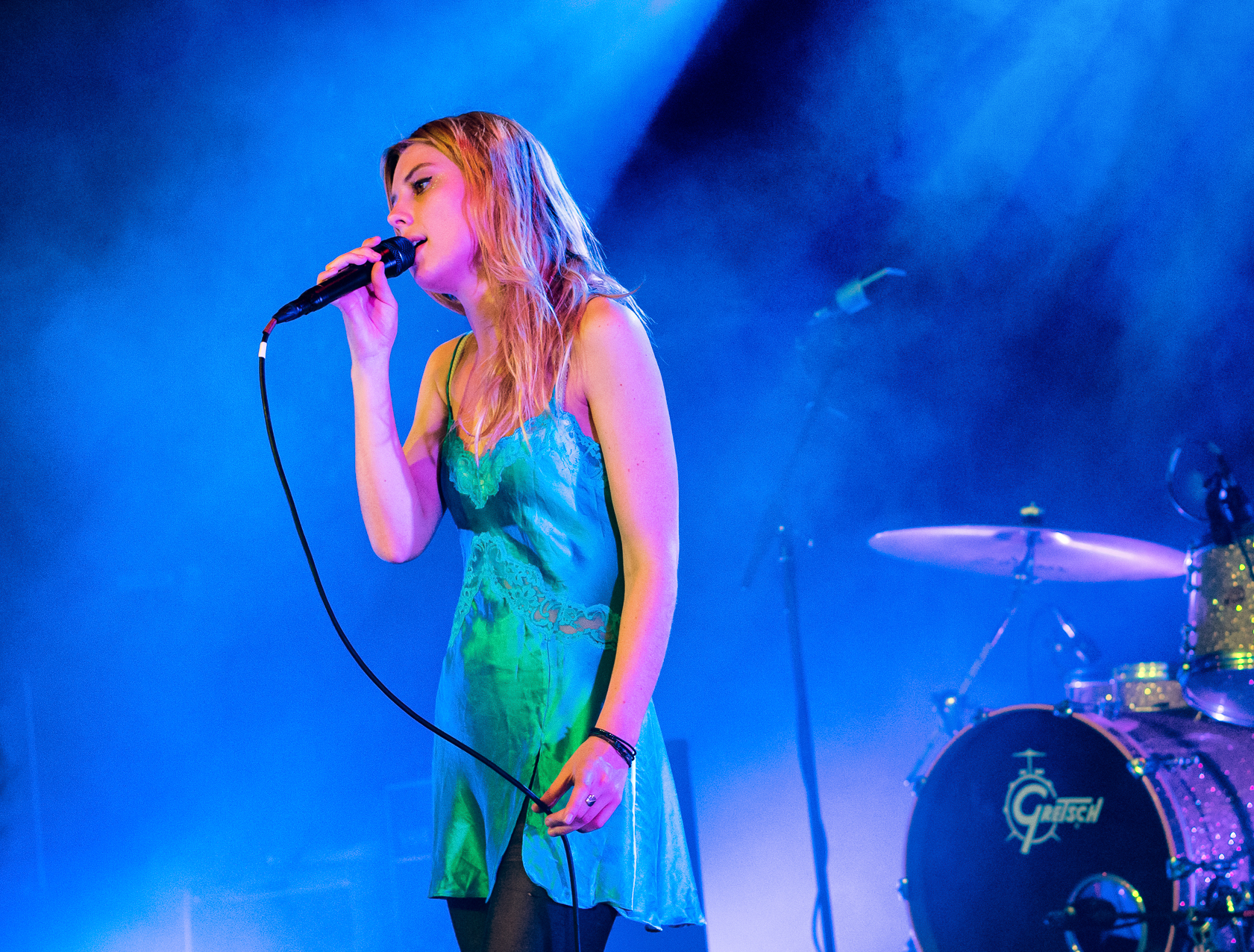
Wolf Alice en directo en The Junction 2015

### Álbumes de estudio
| Título            | Detalles de álbum |
| ----------------- | --- |
| My Love Is Cool   | - Lanzado: 22 de junio de 2015 - Discográfica: Dirty Hit Records / Dirty Hit / RCA Records (US) - Formatos: CD, descarga digital, vinilo      |
| Visions of a Life | - Lanzado: 29 de septiembre de 2017 - Discográfica: Dirty Hit Records / Dirty Hit / RCA Records (US) - Formatos: CD, descarga digital, vinilo |
| Blue Weekend      | - Lanzado: 4 de junio de 2021 - Discográfica: Dirty Hit Records / Dirty Hit / RCA Records (US) - Formatos: CD, descarga digital, vinilo       |
| The Clearing      | - Lanzado: 22 de agosto de 2025 - Discográfica: Sony Music - Formatos: CD, descarga digital, vinilo                                           |

### EP
| Año  | Título |
| 2013 | Blush EP - 10" vinilo, digital - Lanzado: 7 de noviembre de 2013 - Discográfica: Chess Club Records                                                              |
| 2014 | Creature Songs - 10" vinilo, digital, CD (incluido como exclusiva de HMV con My Love Is Cool CD) - Lanzado: 26 de mayo de 2014 - Discográfica: Dirty Hit Records |

### Sencillos
| Título                                                                    | Año  | Posiciones más altas en los rankings | Posiciones más altas en los rankings | Posiciones más altas en los rankings | Posiciones más altas en los rankings | Posiciones más altas en los rankings | Posiciones más altas en los rankings | Posiciones más altas en los rankings | Posiciones más altas en los rankings | Certificaciones | Álbum             |
| Título                                                                    | Año  | UK                                   | BEL (FL)                             | CAN Rock                             | MEX Air.                             | SCO                                  | US AAA                               | US Alt.                              | US Rock                              | Certificaciones | Álbum             |
| ------------------------------------------------------------------------- | ---- | ------------------------------------ | ------------------------------------ | ------------------------------------ | ------------------------------------ | ------------------------------------ | ------------------------------------ | ------------------------------------ | ------------------------------------ | --------------- | ----------------- |
| "Fluffy"                                                                  | 2013 | —                                    | —                                    | —                                    | —                                    | —                                    | —                                    | —                                    | —                                    |                 |                   |
| "She"                                                                     | 2013 | —                                    | —                                    | —                                    | —                                    | —                                    | —                                    | —                                    | —                                    |                 | Blush             |
| "Moaning Lisa Smile"                                                      | 2014 | —                                    | —                                    | 32                                   | —                                    | —                                    | —                                    | 9                                    | 45                                   |                 | Creature Songs    |
| "Giant Peach"                                                             | 2015 | —                                    | —                                    | —                                    | —                                    | —                                    | —                                    | —                                    | —                                    |                 | My Love Is Cool   |
| "Bros"                                                                    | 2015 | 157                                  | 58                                   | —                                    | —                                    | 90                                   | 12                                   | 35                                   | —                                    | - BPI: Platino  | My Love Is Cool   |
| "You're a Germ"                                                           | 2015 | —                                    | —                                    | —                                    | —                                    | —                                    | —                                    | —                                    | —                                    |                 | My Love Is Cool   |
| "Freazy"                                                                  | 2015 | —                                    | —                                    | —                                    | —                                    | —                                    | —                                    | —                                    | —                                    |                 | My Love Is Cool   |
| "White Leather" / "Leaving You"                                           | 2016 | —                                    | —                                    | —                                    | —                                    | —                                    | —                                    | —                                    | —                                    |                 |                   |
| "Lisbon"                                                                  | 2016 | —                                    | —                                    | —                                    | —                                    | —                                    | —                                    | —                                    | —                                    |                 | My Love Is Cool   |
| "Yuk Foo"                                                                 | 2017 | —                                    | —                                    | —                                    | —                                    | —                                    | —                                    | —                                    | —                                    |                 | Visions of a Life |
| "Don't Delete the Kisses"                                                 | 2017 | 100                                  | —                                    | —                                    | —                                    | 74                                   | —                                    | —                                    | —                                    | - BPI: Platino  | Visions of a Life |
| "Beautifully Unconventional"                                              | 2017 | —                                    | —                                    | —                                    | —                                    | —                                    | —                                    | —                                    | —                                    |                 | Visions of a Life |
| "Heavenward"                                                              | 2017 | —                                    | —                                    | —                                    | —                                    | —                                    | —                                    | —                                    | —                                    |                 | Visions of a Life |
| "Formidable Cool"                                                         | 2018 | —                                    | —                                    | —                                    | 43                                   | —                                    | —                                    | —                                    | —                                    |                 | Visions of a Life |
| "Sadboy"                                                                  | 2018 | —                                    | —                                    | —                                    | —                                    | —                                    | —                                    | —                                    | —                                    |                 | Visions of a Life |
| "Space & Time"                                                            | 2018 | —                                    | —                                    | —                                    | —                                    | —                                    | —                                    | —                                    | —                                    |                 | Visions of a Life |
| "The Last Man on Earth"                                                   | 2021 | —                                    | —                                    | —                                    | 19                                   | —                                    | —                                    | —                                    | —                                    |                 | Blue Weekend      |
| "Smile"                                                                   | 2021 | —                                    | —                                    | —                                    | —                                    | —                                    | —                                    | —                                    | —                                    |                 | Blue Weekend      |
| "No Hard Feelings"                                                        | 2021 | —                                    | —                                    | —                                    | —                                    | —                                    | —                                    | —                                    | —                                    |                 | Blue Weekend      |
| "How Can I Make It OK?"                                                   | 2021 | —                                    | —                                    | —                                    | —                                    | —                                    | —                                    | —                                    | —                                    |                 | Blue Weekend      |
| "—" denota una grabación que no debutó o no se publicó en ese territorio. |      |                                      |                                      |                                      |                                      |                                      |                                      |                                      |                                      |                 |                   |

## Uso de sus canciones en los medios
- La canción "Moaning Lisa Smile" suena durante el episodio Solace for Tired Feet de la serie de HBO "The Leftovers". También apareció en el tráiler de la tercera temporada de la serie "Arrow".

- El tema "Silk" es utilizado en el primer tráiler oficial de la película T2: Trainspotting, estrenada el 27 de enero de 2017.

- La canción "Bros" aparece en el videojuego Life Is Strange: Before The Storm.

- El tema "Don't Delete The Kisses" suena en una escena del primer episodio de la segunda temporada de la serie italiana de Netflix Baby.

- El tema "Don't delete the kisses" suena en el primer episodio de la primera temporada de la serie de Netflix Heartstopper.
- La canción "Smile" es utilizada en el videojuego Forza Horizon 5.